# العلاقات بين جورجيا والناتو
بدأت العلاقات بين جورجيا ومنظمة حلف شمال الأطلسي رسميًا عام 1994 عندما انضمت جورجيا إلى منظمة الشراكة من أجل السلام التابعة للحلف. عقب ثورة الزهور عام 2003، تحرّكت جورجيا على الفور سعيًا لإقامة علاقات وثيقة مع الناتو، وكسب حق العضوية في نهاية المطاف. عارضت روسيا، الجار الشمالي القوي لجورجيا، هذه العلاقات الوثيقة، تحديدًا تلك التي برزت عقب قمة بوخارست عام 2008 عندما قدّم أعضاء حلف الناتو وعدًا بضم جورجيا إلى المنظمة في نهاية المطاف. في 7 ديسمبر عام 2011، أعلن مجلس شمال الأطلسي تصنيف جورجيا «دولة طموحة».
برزت تعقيدات في العلاقة بين الناتو وجورجيا، من بينها وجود القوات الروسية في الأراضي الجورجية جراء عدة صراعات اندلعت حينها، كحرب أوسيتيا الجنوبية عام 2008 التي اندلعت بين حكومة جمهورية أبخازيا وأوسيتيا الجنوبية، والأخيرة كانت موطن عدد كبير من الروس. أُجري استفتاء غير ملزم عام 2008، صوّت خلاله 77% من المقترعين لصالح الالتحاق بالناتو.
تجري العلاقات بين جورجيا والناتو ضمن إطار حزمة الإجراءات الجوهرية بين الناتو وجورجيا، وتلك مجموعة من الإجراءات على المستويات الاستراتيجية والتكتيكية والعملياتية أُطلقت عام 2014. تشمل تلك الحزمة مدرسة بناء معهد الدفاع ومركز التقييم والتدريب المشترك بين الناتو–جورجيا، وخدمات لوجستية وتسهيل التدريبات العسكرية الإقليمية المؤلفة من قوى متعددة الجنسيات، بالإضافة إلى إجراءات أخرى.

## خلفية
عقب انهيار الاتحاد السوفياتي، أصبحت جورجيا دولة مستقلة تحت قيادة القومي زفياد جامساخورديا. عانت جورجيا فوريًا من مشاكل مع الدعم الروسي المقدّم للأوسيتيين في جورجيا. انضمت جورجيا، كبقية الدول، إلى مجلس الشراكة الأوروبية الأطلسية عام 1992 ومنظمة الشراكة من أجل السلام، فوقعت على الاتفاقية في 23 مارس عام 1994. في عام 1996، قدّمت جورجيا خطة عمل الشراكة الفردية الأولى لها، وأقرت اتفاقية وضع القوات عام 1997. أقامت جورجيا علاقات رسمية مع حلف الناتو عام 1998 عبر افتتاح بعثة دبلوماسية وإرسال سفيرها. عقب مزيدٍ من النقاشات، بدأت أول تدريبات عسكرية مشتركة عام 2001 في مدينة بوتي الجورجية، وتلاها مزيدٌ من التدريبات عام 2002.
أدت ثورة الزهور عام 2003 إلى تنصيب ميخائيل ساكاشفيلي رئيسًا على جورجيا خلفًا لإدوارد شيفردنادزه، فشجّع ساكاشفيلي على إقامة علاقات وثيقة مع المنظمات الغربية، من بينها الناتو. في عام 2004، عملت القوات الجورجية مع قوات المساعدة الدولية لإرساء الأمن في أفغانستان، وكانت جزءًا من قوات الأمن التي شاركت في حماية الانتخابات.

## الانضمام إلى الناتو
بدأت مساعي جورجيا للانضمام إلى حلف الناتو منذ عام 2005. وقعت جورجيا وحلف الناتو اتفاقية على تعيين مسؤول اتصالات تابع لمنظمة الشراكة من أجل السلام في 14 فبراير عام 2005. دخل عمل مسؤول أو ضابط الاتصالات حيّز التنفيذ وعيّن في جورجيا. في 2 مارس عام 2005، وُقعت الاتفاقية بشرط تقديم الدولة المضيفة الدعم والمساندة في مرور قوات وموظفي الناتو. بين السادس والتاسع من مارس عام 2006، وصل إلى تبليسي الفريق المختص بالتقييم المرحلي لبرنامج مساعدة أطباء القوات المشتركة. في 13 أبريل عام 2006، نوقش تقرير التقييم المتعلق بتنفيذ خطة العمل المشتركة الفردية في المقر الرئيس لحلف الناتو، وضمن صيغة 26+1.
تقع جورجيا على الحدود الشمالية الشرقية لتركيا، عضو آخر في حلف الناتو، فتكون جورجيا أبعد دولة تملك عضوية في الحلف حاليًا. تحظر الفقرة 10 من معاهدة شمال الأطلسي توسيع العضوية إلى الدول الأوروبية. لا يزال موقع جورجيا، باعتبارها نقطة اتصال بين القارتين، موضع خلاف. في المقابل، تركيا أيضًا عضو في الناتو منذ عام 1952 على الرغم من موقعها المماثل (لكن من الواضح أن جزءًا من أراضي تركيا يقع ضمن القارة الأوروبية، أي تلك الأراضي التي تمتد 965 كيلومترًا إلى الغرب والسواحل الأوروبية على البحر الأسود، بينما تُعد جورجيا تاريخيًا منطقة في أقصى شمال آسيا الغربية).
ترى روسيا توسع الناتو شرقًا بمثابة خطرٍ يهدد مصالحها الاستراتيجية في أوروبا، واتهمت الغرب بازدواجية المعايير. في عام 2014، أي قبل الذكرى الـ65 لتأسيس الناتو، أعلن الحلف عدم نيته تقديم حق العضوية لأي دولة جديدة في ذلك العام. يؤكد المحللون أن تلك علامة تشير إلى ارتياب أعضاء الناتو من التوسع شرقًا جراء قلقهم من الرد الروسي تجاه تلك الضمانات الأمنية التي تحدث قرب حدود روسيا.
تعتقد جورجيا أن عضويتها في حلف الناتو بمثابة ضمان للاستقرار في المنطقة، عبر أدائها دورًا يوازن ثقل روسيا، والتي تعتبرها جارًا خطيرًا. تأكد الرأي السابق مرة أخرى في استفتاء من عام 2008، صوّت فيه أغلبية الجورجيين لصالح عضوية الناتو. في عام 2006، صوّت البرلمان الجورجي بالإجماع على قرار يطالب بانضمام جورجيا إلى الناتو. في 5 يناير عام 2008، عقدت جورجيا استفتاء غير ملزم حول عضوية جورجيا في حلف الناتو، وصوّت 77% من المقترعين لصالح الانضمام للمنظمة.
في سبتمبر عام 2019، وحول قبول عضوية جورجيا في حلف الناتو بناءً على بند الدفاع المشترك الشامل فقط للأراضي التي تديرها تبليسي (باستثناء أبخازيا وأوسيتيا الجنوبية، وكلاهما دولتان مستقلتان بحكم الواقع)، اقتُبس عن وزير الخارجية الروسي سيرغي لافروف قوله أن هذا الإجراء «لن يشعل حربًا، لكنه سيقوّض علاقاتنا مع حلف الناتو والدول الحريصة على الدخول في الحلف».

## قمة بوخارست
خلال قمة الناتو التي عُقدت في بوخارست، طالبت الولايات المتحدة وبولندا بالسماح لجورجيا بالانخراط في خطة العمل المشتركة. قرر الحلف عدم تقديم فرصة لجورجيا جراء معارضة عدة دول، أبرزها ألمانيا وفرنسا، خشيت من إغضاب روسيا جراء القرار. بدلًا من ذلك، طمأنت دول الناتو الجانب الجورجي، عبر المبعوث الخاص القائم بالاتصالات، أن الحلف سيتيح لجورجيا فرصة الانضمام حالما تلبي الأخيرة الشروط المفروضة. تعهّد الأعضاء أيضًا بمراجعة القرار في ديسمبر عام 2008 خلال اجتماع وزراء خارجية الناتو.
في 11 أبريل عام 2008، علّق القائد الأعلى للقوات المسلحة الروسية، الجنرال يوري بالويفسكي، ردًا على انضمام جورجيا إلى حلف الناتو، وقال: «إن حدث ذلك، ستتخذ روسيا خطوات بهدف ضمان مصالحها على طول الحديد، ولن تكون تلك الخطوات عسكرية فحسب، بل خطوات من طبيعة أخرى». أصدر وزير الشؤون الخارجية الجورجي بيانًا وصف فيه تعليق بالويفسكي بـ«برهان على الاعتداء الصارخ على جورجيا»، ودعا المجتمع ادلولي إلى الرد بشكل مناسب على هذا «التهديد الخطير».
أثار القائم بالاتصالات غضب موسكو بعدما وعد جورجيا بالعضوية في الحلف. عقب القمة، وعد الرئيس الروسي فلاديمر بوتين بتقديم الدعم والحماية لجمهوريتي أبخازيا وأوسيتيا الجنوبية، وحينها لم تكن الجمهوريتيان معترفًا بهما. وعد بوتين أيضًا بافتتاح تمثيل روسي رسمي في تلك المناطق، وتلك حركة اعتبرتها جورجيا خرقًا للقانون الدولي وهجومًا مباشرًا على دولة ذات سيادة. في بيانٍ روسي، جاء التالي: «أي محاولة لتطبيق ضغوط سياسية أو اقتصادية أو عسكرية على أبخازيا وأوسيتيا الجنوبية هي محاولة يائسة وذات تأثير عكسي». عقب حرب أوسيتيا الجنوبية عام 2008، اعترفت روسيا بمنطقتي أبخازيا وأوسيتيا الجنوبية باعتبارهما دولتين مستقلتين، بعدما كانتا منطقتين منفصلتين ضمن جورجيا.